# NGC 7265
NGC 7265 es una galaxia elíptica de tipo E-S0 que se encuentra en la constelación de Lacerta. Se localiza 2º al sureste de la estrella 1 Lacertae.
Es la más brillante de un grupo de galaxias que incluye NGC 7263, NGC 7264, NGC 7273, NGC 7274 y NGC 7276. Su magnitud aparente es 12,2 y su brillo superficial es 14,0 mag/arcsec2.
Fue descubierta el 20 de septiembre de 1876 por Edouard Jean-Marie Stephan.